# تشی‌های جهان جدید
تشی‌های جهان جدید (نام علمی: Erethizontidae) نام یک تیره از راسته جوندگان است.